# Frédéric Frans
Frédéric Frans (Wespelaar, 3 gennaio 1989) è un ex calciatore belga,  di ruolo difensore.

## Palmarès

### Club

#### Competizioni nazionali
- Campionato belga di seconda divisione: 1

Lierse: 2009-2010